# Crime of the Century (Album)
Crime of the Century ist das dritte Studioalbum der britischen Pop-Rock-Band Supertramp, das im September 1974 erschien.

## Entstehung und Veröffentlichung
Die Erstveröffentlichung von Crime of the Century erfolgte am 13. September 1974 bei A&M Records. Das Album erschien in seiner Originalausführung als LP mit acht Titeln (Katalognummer: AMLH 68258). Im Jahr 1984 erschien es erstmals als CD-Ausführung (Katalognummer: CDAMLH 68258). Am 5. Dezember 2014 erschien zum 40-jährigen Jubiläum die sogenannte „Back to Black“ Deluxeversion, die um das Livealbum Live at Hammersmith Odeon March 9th 1975 erweitert wurde (Katalognummer: 0600753547397).
Geschrieben wurden alle Lieder gemeinsam von den Supertramp-Mitgliedern Rick Davies und Roger Hodgson. Für die Produktion aller Lieder zeichneten gemeinsam alle Supertramp-Mitglieder, mit der Unterstützung von Ken Scott, verantwortlich. Das Album wurde von Februar bis Juni 1974 in London (Großbritannien) in den Ramport Studios (Lambeth), die sich damals im Besitz der Band The Who befanden, in den Scorpio Sound Studios und in den Trident Studios (Soho) aufgenommen. Die Toningenieure waren Ken Scott und John Jansen. Das Frontcover und die Fotografien des Begleitheftes stammen von Paul Wakefield, die künstlerische Leitung hatte Fabio Nicoli inne. Viele Lieder des Albums wurden noch bis zur Auflösung der Band 2011 bei den Supertramp-Konzerten gespielt. Alle, mit Ausnahme von If Everyone Was Listening, erschienen später auf dem Livealbum Paris (September 1980).
Als Gastmusiker (erstmals in der Bandgeschichte) agierten unter anderem eine Streichergruppe unter Leitung von Richard Hewson, Scott Gorham (von Thin Lizzy), Christine Helliwell und Vicky Siebenberg (alle drei Begleitgesang) und Ken Scott (Wasser-Gong). Scott, der zuvor für David Bowie und The Beatles gearbeitet hatte, fungierte als Koproduzent.

## Hintergrund
Im Vorfeld der Aufnahmen zu Crime of the Century kam es zu diversen Umbesetzungen, weiterhin zur Band gehörten ihre zwei verbliebenen Gründungsmitglieder Rick Davies (Keyboards, Mundharmonika, Gesang) und Roger Hodgson (Gitarren, Klavier, E-Piano, Gesang). Hinzu gesellten sich nun John Helliwell (Saxophon, Klarinette, Querflöte, Begleitgesang), Bob Siebenberg (Schlagzeug, Perkussion) und Dougie Thomson (Bassgitarre). Die Gruppe war also weiterhin als (umbesetztes) Quintett aktiv.

## Titelliste

### Original
Auf der ursprünglichen Schallplatte (LP) befinden sich die Titel 1–4 auf der A-Seite und 5–8 auf der B-Seite. Gesangs-Anmerkung werden mittels „G.:“ dargestellt.
| A-Seite 1. School – 5:35; G.: Hodgson; Teile: Davies 2. Bloody Well Right – 4:26; G.: Davies 3. Hide in Your Shell – 6:52; G.: Hodgson 4. Asylum – 6:30; G.: Davies; Teile: Hodgson | B-Seite 1. Dreamer – 3:30; G.: Hodgson; Teile: Davies 2. Rudy – 7:07; G.: Davies; Teile: Hodgson 3. If Everyone Was Listening – 4:05; G.: Hodgson 4. Crime of the Century – 5:20; G.: Davies |

### Back to Black Edition
1. School – 5:54
2. Bloody Well Right – 6:46
3. Hide in Your Shell – 6:47
4. Asylum – 7:01
5. Sister Moonshine – 5:30
6. Just a Normal Day – 3:59
7. Another Man’s Woman – 7:42
8. Lady – 5:55
9. A – You’re Adorable – 2:57
10. Dreamer – 3:28
11. Rudy – 7:23
12. If Everyone Was Listening – 4:33
13. Crime of the Century – 6:01

## Mitwirkende
Die Band:
- Rick Davies – Keyboard (Klavier, E-Piano, Orgel), Mundharmonika, Gesang
- Roger Hodgson – Gitarre, Klavier, E-Piano, Gesang
- John Helliwell – Saxophon, Klarinette, Querflöte, Begleitgesang
- Bob Siebenberg – Schlagzeug, Perkussion
- Dougie Thomson – Bassgitarre

Gastmusiker:
- Streichergruppe unter Leitung von: Richard Hewson
- in Hide in Your Shell:
  - Scott Gorham (Thin Lizzy) – Begleitgesang
  - Christine Helliwell – Begleitgesang
  - Vicky Siebenberg – Begleitgesang
  - Unbenannter Straßenmusiker – Singende Säge
- in Crime of the Century:
  - Ken Scott – Wasser-Gong

## Singleauskopplungen
Als Singleauskopplungen wurden ausgewählt: Dreamer (Hodgson) mit der B-Seite Bloody Well Right (Davies) als zweites Lied, das in den britischen und in den US-amerikanischen Singlecharts in die Top 20 kam und Bloody Well Right (Davies) mit der B-Seite If Everyone Was Listening (Hodgson), das sich in den US-Charts in den Top 40 platzierte.
Singles in den Charts

| Jahr | Titel             | Höchstplatzierung, Gesamtwochen, AuszeichnungChartplatzierungen (Jahr, Titel, , Platzierungen, Wochen, Auszeichnungen, Anmerkungen) | Höchstplatzierung, Gesamtwochen, AuszeichnungChartplatzierungen (Jahr, Titel, , Platzierungen, Wochen, Auszeichnungen, Anmerkungen) | Anmerkungen                                                        |
| Jahr | Titel             | UK | US | Anmerkungen                                                        |
| ---- | ----------------- | --- | --- | ------------------------------------------------------------------ |
| 1974 | Dreamer           | UK13 (10 Wo.)UK | US15 (14 Wo.)US | Erstveröffentlichung: 3. Dezember 1974 B-Seite: Bloody Well Right  |
| 1975 | Bloody Well Right | — | US35 (10 Wo.)US | Erstveröffentlichung: Juli 1975 B-Seite: If Everyone Was Listening |

## Rezeption
Die britische Musikzeitschrift Classic Rock kürte im Juli 2010 das Album zu einem der 50 Musikalben, die den Progressive Rock prägten. Im Juni 2015 wählte das renommierte Fachblatt Rolling Stone das Album auf Platz 27 der 50 besten Progressive-Rock-Alben aller Zeiten.

## Kommerzieller Erfolg

### Chartplatzierungen
Crime of the Century avancierte zum Top-10-Erfolg im Vereinigten Königreich (Rang 4) und Deutschland (Rang 5). In Deutschland platzierte sich das Album 155 Wochen in den Charts, damit zählt es zu den erfolgreichsten Dauerbrennern der Chartgeschichte. Darüber hinaus erreichte es Chartplatzierungen in Neuseeland (Rang 12), Spanien (Rang 21), den Niederlanden (Rang 25), den Vereinigten Staaten (Rang 38) und Frankreich (Rang 120).
| ChartsChartplatzierungen       | Höchstplatzierung | Wochen |
| ------------------------------ | ----------------- | ------ |
| Deutschland (GfK)              | 5 (155 Wo.)       | 155    |
| Vereinigte Staaten (Billboard) | 38 (76 Wo.)       | 76     |
| Vereinigtes Königreich (OCC)   | 4 (22 Wo.)        | 22     |

| ChartsJahrescharts (1977) | Platzierung |
| ------------------------- | ----------- |
| Deutschland (GfK)         | 49          |

| ChartsJahrescharts (1978) | Platzierung |
| ------------------------- | ----------- |
| Deutschland (GfK)         | 9           |

| ChartsJahrescharts (1979) | Platzierung |
| ------------------------- | ----------- |
| Deutschland (GfK)         | 25          |

### Auszeichnungen für Musikverkäufe
| Land/Region                  | Auszeichnungen für Musikverkäufe (Land/Region, Auszeichnung, Verkäufe) | Verkäufe  |
| ---------------------------- | ---------------------------------------------------------------------- | --------- |
| Australien (ARIA)            | Gold                                                                   | 20.000    |
| Deutschland (BVMI)           | Gold                                                                   | 250.000   |
| Frankreich (SNEP)            | Platin                                                                 | 400.000   |
| Kanada (MC)                  | Diamant                                                                | 1.000.000 |
| Neuseeland (RMNZ)            | 3× Platin                                                              | 60.000    |
| Niederlande (NVPI)           | Gold                                                                   | 50.000    |
| Portugal (AFP)               | Gold                                                                   | 25.000    |
| Schweden (IFPI)              | Gold                                                                   | 50.000    |
| Schweiz (IFPI)               | Gold                                                                   | 25.000    |
| Vereinigte Staaten (RIAA)    | Gold                                                                   | 600.000   |
| Vereinigtes Königreich (BPI) | Gold                                                                   | 100.000   |
| Insgesamt                    | 8× Gold · 4× Platin · 1× Diamant ·                                     | 2.580.000 |

Hauptartikel: Supertramp/Auszeichnungen für Musikverkäufe